# Cambodjaanse Burgeroorlog
De Cambodjaanse Burgeroorlog volgde kort na de Vietnamoorlog (1957-1975). De Vietnamezen vielen in 1978 Cambodja binnen nadat die het zuiden van Vietnam waren binnengevallen. Tot in de jaren negentig van de 20e eeuw heerste er een burgeroorlog die eindigde toen de laatste Rode Khmer-guerrillastrijders zich overgaven. De situatie was zo ernstig dat vanaf 1991 tot 1993 het bestuur van het land werd overgenomen door de Verenigde Naties. In 2003 keerde de rust weer terug in het Aziatische land.

## Verschillende allianties
Het conflict in Cambodja was tussen twee allianties: aan de ene kant stonden de Communistische Partij van Cambodja (gekend als de Rode Khmer) en hun bondgenoten de Democratische Republiek Vietnam en de Nationale Voorzijde voor de bevrijding van Zuid-Vietnam, aan de andere kant de overheidskrachten van Cambodja die werden gesteund door de Verenigde Staten en de Republiek Vietnam.
Deze oorlog in Cambodja werd verergerd door de invloed en acties van de bondgenoten van beide kanten. Het Vietnamese leger van het noorden raakte betrokken toen ze haar belangen in de gebieden en heiligdommen in oostelijk Cambodja trachtte te verdedigen. De Verenigde Staten gingen zich mengen in de oorlog om Zuid-Vietnam te beschermen en om wat tijd te winnen om nog wat langer in Zuidoost-Azië te kunnen blijven.